# La muerte no es el final
La muerte no es el final es una canción católica compuesta por el sacerdote español Cesáreo Gabaráin Azurmendi (1936-1991). Su pasaje central fue elegido en 1981 como himno para honrar a los caídos de las Fuerzas Armadas Españolas, y se canta ante la llama eterna del Monumento a los Caídos por España.

## Historia
Gabaráin compuso la canción tras fallecer Juan Pedro, un joven de 17 años que era organista en su parroquia. Dicho sacerdote compuso centenares de canciones, algunas mundialmente conocidas como «Pescador de hombres» («Tú has venido a la orilla...»).
Posteriormente, las Fuerzas Armadas Españolas adoptaron esta música como himno que se entona en homenaje a los miembros de las Fuerzas Armadas y los civiles con especial vinculación con la Defensa y las Fuerzas Armadas fallecidos en acto de servicio a lo largo de la Historia, dentro del Ceremonial en Homenaje a los Caídos por España.
Esta adopción tiene su origen en el año 1981, cuando el teniente general José María Sáenz de Tejada la escucha en el transcurso de un funeral e imagina en qué medida puede realzar el traslado de la tradicional corona de laurel hasta la cruz en los ceremoniales militares de homenaje a los Caídos.

### Composición
La perfilación de la versión definitiva de la música para destino castrense fue llevada a cabo por Tomás Asiain,  siendo la letra utilizada en la versión castrense una parte solamente de la letra original, y es la que se muestra en texto en negrita en la sección Letra.
Adicionalmente la palabra hermano, que figura en el original, es cambiada por la palabra "compañero".
En la versión de la BRIPAC se cambia la palabra hermano o compañero, por paraca. Denominación que reciben los soldados de la Brigada Paracaidista Española (BRIPAC) además de que se cambia el orden de las estrofas, se cambia una y se omiten otras

## Usos destacados
- Esta marcha militar fue cantada en forma solemne en el buque escuela Juan Sebastián Elcano, al pasar por las cercanías del lugar del trágico hundimiento del submarino argentino ARA San Juan, como homenaje a los submarinistas fallecidos en aguas del Atlántico sur.[4][5]

- Ésta marcha es interpretada en Semana Santa por la BRIPAC. Se la conoce como: 'La muerte no es el final del camino' por la segunda parte.

## Letra
Tú nos dijiste que la muerte

no es el final del camino,
 
que aunque morimos no somos,

carne de un ciego destino.

Tú nos hiciste, tuyos somos,

nuestro destino es vivir,

siendo felices contigo,

sin padecer ni morir.

Siendo felices contigo,

sin padecer ni morir.

Cuando la pena nos alcanza

por el hermano perdido

cuando el adiós dolorido

busca en la Fe su esperanza.

En Tu palabra confiamos

con la certeza que Tú

ya le has devuelto a la vida,

ya le has llevado a la luz.

Ya le has devuelto a la vida,

ya le has llevado a la luz

Cuando, Señor, resucitaste,

todos vencimos contigo

nos regalaste la vida,

como en Betania al amigo.

Si caminamos a tu lado,

no va a faltarnos tu amor,

porque muriendo vivimos

vida más clara y mejor.

Porque muriendo vivimos

vida más clara y mejor.

## Letra versión BRIPAC
Cuando la pena nos alcanza

por un paraca perdido

cuando el adiós dolorido

busca en la Fe su esperanza.

En Tu palabra confiamos

con la certeza que Tú

ya le has devuelto a la vida,

ya le has llevado a la luz.

Ya le has devuelto a la vida,

ya le has llevado a la luz

Tú nos dijiste que la muerte

no es el final del camino,
 
que aunque morimos no somos,

carne de un ciego destino.

Yo no quisiera que un paraca

cuándo descienda del cielo,
 
este soldado olvidara,

la forma de ir a Él.

Este soldado olvidara,

la forma de ir a Él.